# Brittiska Superbike 2008
Brittiska Superbike 2008 körs över 24 heat, och 12 omgångar. Shane Byrne säkrade titeln på Silverstone med två race kvar.

## Delsegrare
| Bana           | Vinnare     | Märke  | Vinnare        | Märke  |
| -------------- | ----------- | ------ | -------------- | ------ |
| Brands Hatch   | Shane Byrne | Ducati | Cal Crutchlow  | Honda  |
| Thruxton       | Shane Byrne | Ducati | Cal Crutchlow  | Honda  |
| Oulton Park    | Shane Byrne | Ducati | Shane Byrne    | Ducati |
| Donington Park | Shane Byrne | Ducati | Shane Byrne    | Ducati |
| Snetterton     | Leon Camier | Ducati | Shane Byrne    | Ducati |
| Mallory Park   | Shane Byrne | Ducati | Michael Rutter | Ducati |
| Oulton Park    | Tom Sykes   | Suzuki | Tom Sykes      | Suzuki |
| Knockhill      | Tom Sykes   | Suzuki | Leon Haslam    | Honda  |
| Cadwell Park   | Leon Haslam | Honda  | Leon Haslam    | Honda  |
| Croft          | Leon Camier | Ducati | Leon Haslam    | Honda  |
| Silverstone    | Leon Camier | Ducati | Leon Haslam    | Honda  |
| Brands Hatch   | Shane Byrne | Ducati | Shane Byrne    | Ducati |

## Slutställning
| Plats | Förare         | Märke  | Poäng |
| ----- | -------------- | ------ | ----- |
| 1     | Shane Byrne    | Ducati | 474   |
| 2     | Leon Haslam    | Honda  | 357   |
| 3     | Cal Crutchlow  | Honda  | 318   |
| 4     | Tom Sykes      | Suzuki | 316   |
| 5     | Leon Camier    | Ducati | 306   |
| 6     | Michael Rutter | Ducati | 256   |